# Эдинбург (Тристан-да-Кунья)
Эдинбург Семи Морей (англ. Edinburgh of the Seven Seas) — единственный населённый пункт с постоянным населением на архипелаге Тристан-да-Кунья, входящий в состав британской заморской территории Острова Святой Елены, Вознесения и Тристан-да-Кунья. Число жителей в 2009 году составляло 264 человека. Местные жители Эдинбург Семи Морей называют просто The Settlement (посёлок, поселение).
Эдинбург Семи Морей был основан при аннексии британцами острова. Своё название он получил в 1867 году в честь принца Альфреда, герцога Эдинбургского (второй сын королевы Виктории), посетившего остров в качестве капитана фрегата «Галатея». На острове располагался военный гарнизон вплоть до конца Второй мировой войны.
В 1961 году извержение вулкана разрушило посёлок, рыбную фабрику и картофельные поля, а население было вывезено с острова. Но постепенно население стало возвращаться домой, а фабрика и поселение были полностью восстановлены к 1963 году.
В посёлке располагается школа, маленькая больница, продуктовый магазин, почтовое отделение, радиостанция, кафе, магазин видеопродукции, бассейн и полицейский участок, где служит всего один человек. Кроме того, в Эдинбурге есть две церкви — англиканская Святой Марии и католическая святого Иосифа.
В посёлке располагается единственный на острове порт, куда раз в несколько месяцев заходит корабль, следующий из Кейптауна в Джеймстаун (остров Святой Елены) и далее в Джорджтаун (остров Вознесения).
От ближайшего населённого пункта (с постоянным населением) Эдинбург Семи Морей находится на расстоянии около 2170 километров и считается одним из самых отдалённых поселений на Земле.

## Климат
Климат на острове мягкий, океанический по классификации Кёппена. Средняя температура на острове в течение года от 10 до 22 °C.
| Показатель                                                                    | Янв.  | Фев.  | Март  | Апр. | Май   | Июнь | Июль  | Авг.  | Сен. | Окт.  | Нояб. | Дек.  | Год    |
| ----------------------------------------------------------------------------- | ----- | ----- | ----- | ---- | ----- | ---- | ----- | ----- | ---- | ----- | ----- | ----- | ------ |
| Средний суточный максимум, °C                                                 | 20    | 21    | 20    | 18   | 17    | 15   | 14    | 14    | 14   | 15    | 17    | 19    | 17     |
| Средний суточный минимум, °C                                                  | 16    | 17    | 16    | 15   | 13    | 11   | 11    | 10    | 10   | 11    | 13    | 15    | 13     |
| Среднее число солнечных часов в месяц                                         | 139,5 | 142,8 | 145,7 | 129  | 108,5 | 99   | 105,4 | 105,4 | 120  | 133,3 | 138   | 130,2 | 1496,8 |
| Среднее число дней с осадками                                                 | 18    | 16    | 17    | 20   | 23    | 23   | 25    | 26    | 24   | 22    | 18    | 19    | 251    |
| Норма осадков, мм                                                             | 93    | 113   | 121   | 129  | 155   | 160  | 160   | 175   | 169  | 151   | 128   | 127   | 1681   |
| Источник: ClimaTemps.comКлиматические данные. Дата обращения: 12 января 2012. |       |       |       |      |       |      |       |       |      |       |       |       |        |

## Экономика
Основной отраслью на острове является ловля тристанского скального омара и его переработка (и случайно попадающих в ловушки осьминогов в качестве побочного продукта) на местной консервной фабрике.
Развито выращивание картофеля, а для внутреннего потребления имеется животно- и птицеводство.
Изоляция острова и непостоянство и редкость заходящих судов затрудняют туризм, но, тем не менее, Тристан-да-Кунья довольно посещаем туристами и эта статья доходов тоже весьма важна для Эдинбурга.

## Транспорт
Существует одна дорога M1, которая соединяет посёлок с некоторыми близлежащими объектами инфраструктуры и используется несколькими частными автомобилями на острове. Дорога идёт в основном вдоль побережья, но не огибает остров по периметру. Таким образом в транспортной доступности находится лишь малая часть острова. В самом посёлке развитая сеть асфальтированных пешеходных дорожек ко всем зданиям. Имеется автобусная служба Potato Patches Flier, которая доступна пенсионерам для поездок по острову с использованием 24-местного школьного автобуса Isuzu. На всех автомобилях острова используются автомобильные номера, состоящие из букв TDC и двух или трёх цифр. В посёлке есть небольшая гавань с причалами, доступная только небольшим судам.

## Искусство
Художник Рольф Вейбург, работающий в технике травления, запечатлел на некоторых из своих работ Эдинбург и его окрестности.

## Органы власти
Местные дела острова управляются Советом островов, администрацией из 14 человек, которая собирается шесть раз в год и избирается каждые три года.

## Муниципальные службы
В городе находятся аварийные службы острова, в состав которых входят одна скорая помощь, одна пожарная машина и одна полицейская машина. Администрация города также имеет транспортное средство для официального использования.

## Достопримечательности
Большинство зданий в городе одноэтажные, самое крупное из них — фабрика, а самое высокое — церковь Святого Иосифа.
- Англиканская церковь Св. Марии — построена в 1923[8]
- Католическая церковь Св. Иосифа — построена в 1995—1996 годах и сменила прежнюю церковь 1983 года[8]
- Школа Святой Марии — построена в 1975[9]
- Больница Камогли — построена в 1971 году для замены имевшегося тогда стационара (около 1940-х годов)[10]
- Гавань Калшот — построена в 1967[11]
- Принц Филипп Холл и бар Альбатрос
- Тристанский Дом-музей
- Сельскохозяйственные склады
- Магазин на острове Тристан — имеется только один супермаркет[12]
- Почтовое отделение, туристический центр и кафе — открыто в 2009 году[12]
- Здание администрации — дом Совета острова
- Консервная фабрика морепродуктов — построена в 1963[3]
- Парк 61 — вулканический участок[прояснить]

## Известные люди
- Конрад Гласс, полицейский, автор книг об острове.

## Галерея

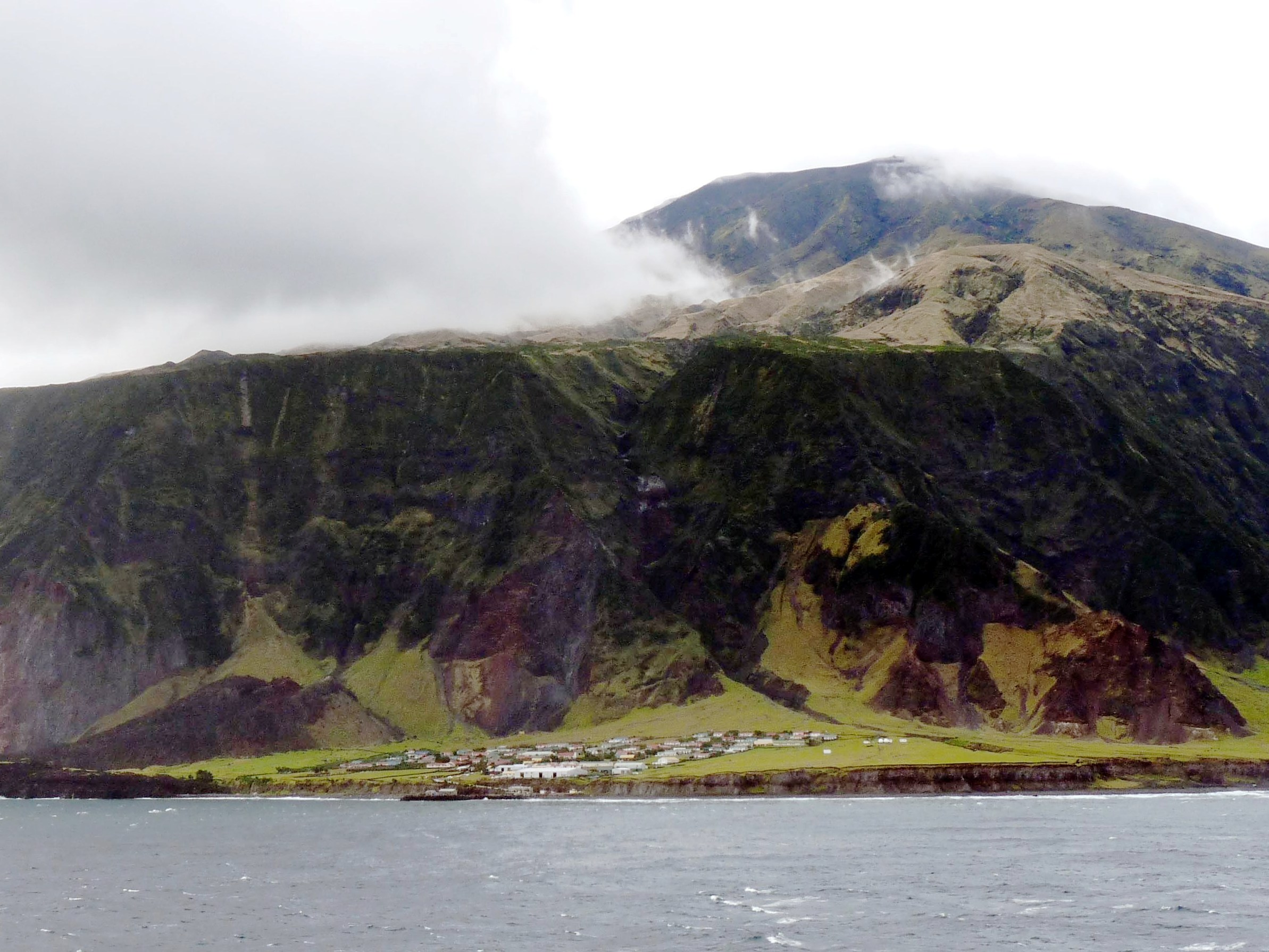
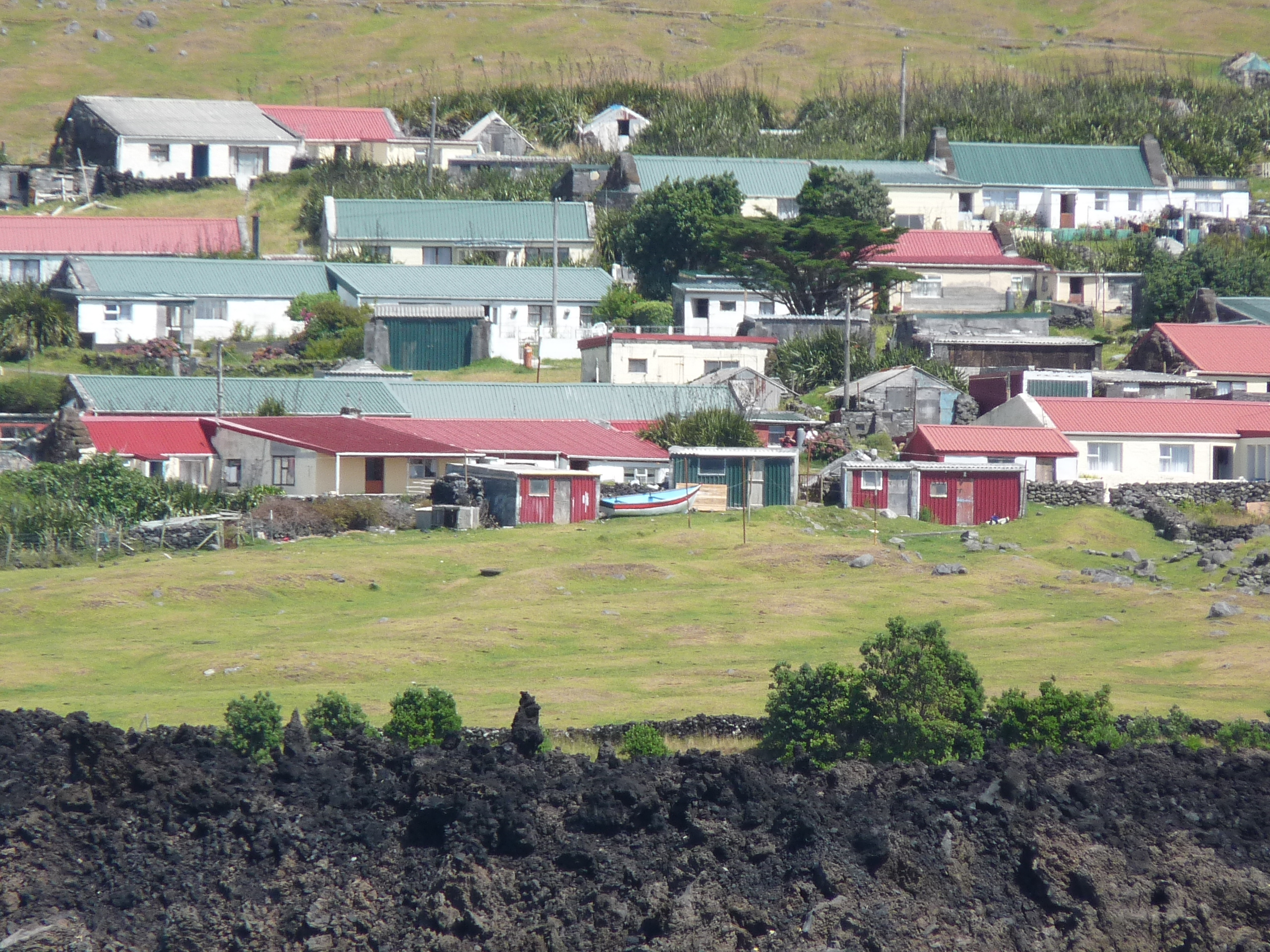
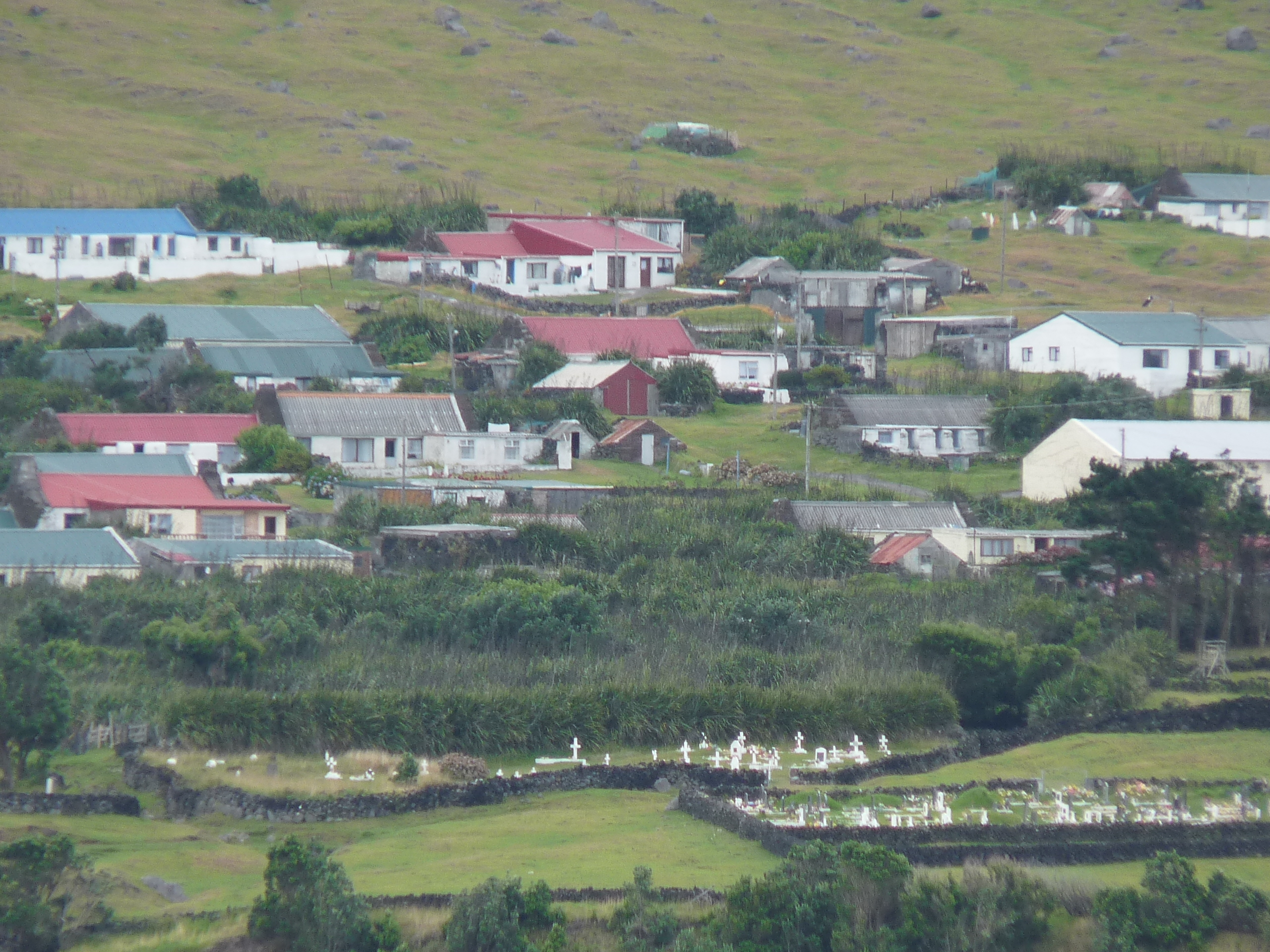